# Taking Dawn
Taking Dawn je americká heavy metalová kapela z Las Vegas v Nevadě. V současnosti patří pod velkou americkou nahrávací společnost Roadrunner Records. Původně se skupina jmenovala 7th Son podle alba Iron Maiden. 26. ledna 2010, již jako Taking Dawn, vydali debutové album Time To Burn, na kterém nahrával doprovodné vokály kytarista kapely Trivium, Corey Beaulieu. Album produkoval Michael "Elvis" Baskette. V březnu roku 2010 vyjeli na turné do Velké Británie, jako předkapela Airbourne a v květnu hráli po Evropě jako předkapela Kiss. Také koncertovali s DragonForce, Theory of a Deadman a se Slashem. Ke konci roku 2010 Alan Doucette opustil kapelu kvůli potížím při turné a na jeho místo byl přijat nový bubeník Carlo Mazzone. 15. března skupina na Facebooku ohlásila, že pracuje na nových píních, pro příští album. Také nahráli skladbu This Is Madness na albu God of War: Blood & Metal. Toto album je inspirováno počítačovou hrou God of War a hraí na něm i jiní umělci. Oba kytaristé používají kytary Gibson Les Paul.

## Členové
- Chris Babbitt - Zpěv, Kytara
- Mikey Cross - Kytara, Doprovodný zpěv
- Andrew Cushing - Baskytara, Doprovodný zpěv
- Carlo Mazzone - Bicí

## Diskografie
- God of War: Blood & Metal
- Taking Dawn Digital EP (2009)
- Time To Burn (2010)
- God of War: Blood & Metal - "This is Madness" (2010)

## Videoklipy
- Time To Burn
- The Chain